# Präsidentschaftswahl in Madagaskar 2018

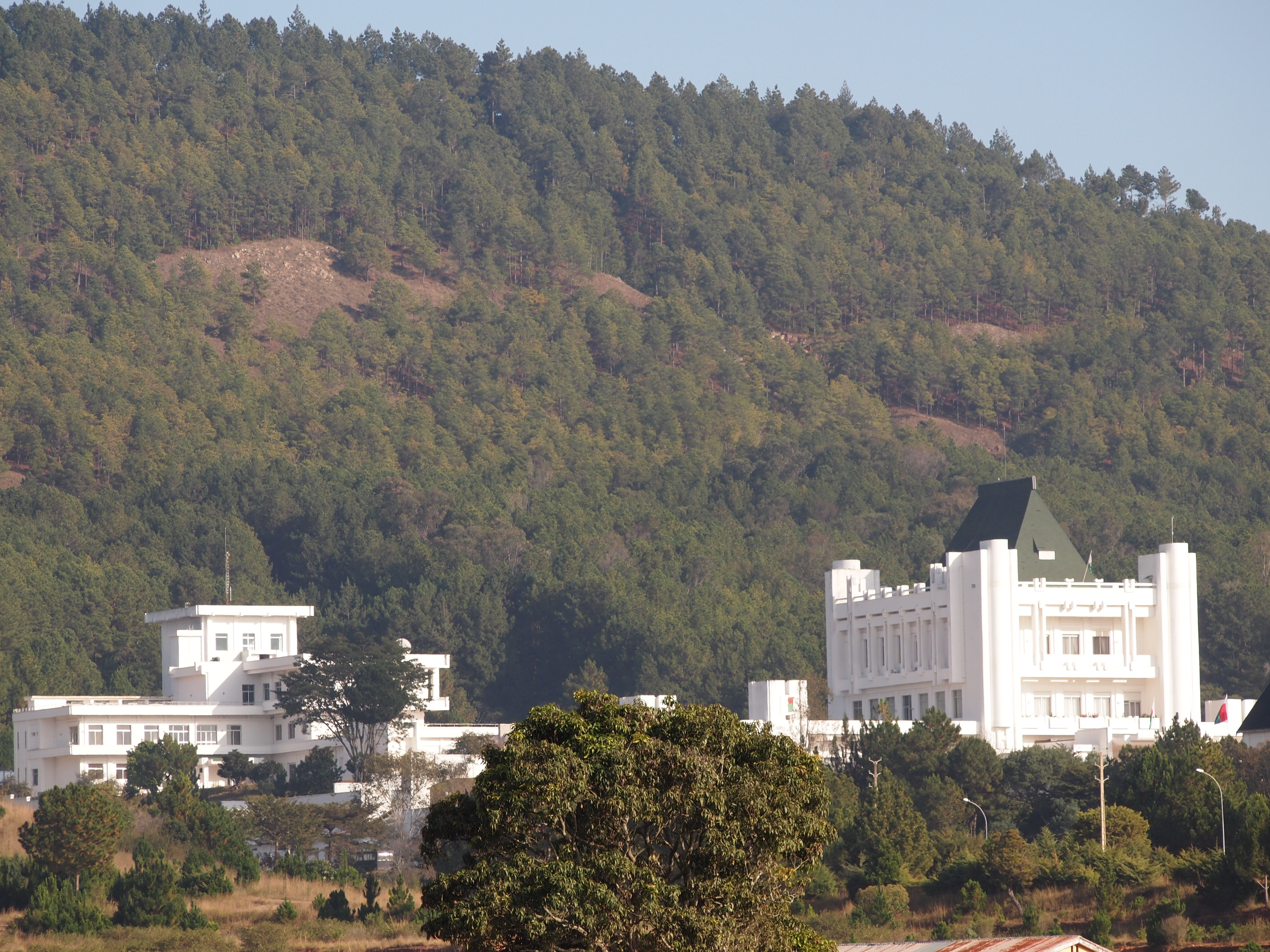
Der Palais d’Iavoloha, ca. 15 Kilometer südlich der Hauptstadt Antananarivo gelegen, ist der aktuelle Regierungssitz des Präsidenten. Das Gebäude ist angelehnt an den Rova von Antananarivo

Die Präsidentschaftswahl in Madagaskar 2018 fand am 7. November und am 19. Dezember 2018 statt. Der offizielle Wahlkampf hatte am 8. Oktober begonnen. Da kein Kandidat im ersten Wahlgang die absolute Mehrheit der Wählerstimmen erhalten hat, war für den 19. Dezember 2018 eine Stichwahl zwischen den beiden Stimmenstärksten angesetzt; aus dieser ging Andry Rajoelina mit 55,7 Prozent als Sieger hervor.
Zur Präsidentschaftswahl im Dezember 2013 waren rund 7,8 Millionen Madagassen stimmberechtigt, 2018 waren es knapp 9,9 Millionen. 2013 ging im zweiten Wahldurchgang Hery Rajaonarimampianina als Sieger hervor und wurde Ende Januar 2014 in das Amt des Staatspräsidenten von Madagaskar eingeführt.
Bei einer geschätzten Bevölkerung im Jahre 2017 von rund 25 Millionen Menschen lag das Medianalter bei 19,7 Jahren. Laut Aktion Deutschland Hilft – Bündnis deutscher Hilfsorganisationen (ADH) können ein Viertel der Wahlberechtigten über 18 Jahre ihr Wahlrecht zur Präsidentschaftswahl 2018 nicht ausüben, da sie keinen Personalausweis haben.

## Kandidaten
Insgesamt bewarben sich 2018 in Madagaskar 46 Personen, darunter sieben Frauen, um eine Kandidatur. Letztendlich traten aus unterschiedlichen Gründen jedoch nur 36 Personen an, darunter fünf Frauen.
Unter den Kandidierenden befanden sich vier ehemalige madagassische Präsidenten. Neben Hery Rajaonarimampianina – dem zwei Monate vor der Wahl aus verfassungsrechtlichen Gründen zurückgetretenen Staatsoberhaupt, einem Buchprüfer und Steuerfachmann – waren dies die Unternehmer Andry Rajoelina, Marc Ravalomanana und der inzwischen schon über 80-jährige Didier Ratsiraka, dem von Kritikern eine gewisse Nähe zu Rajoelina nachgesagt wird.
Laut einer Einschätzung der Friedrich-Ebert-Stiftung vom Mai 2018 gehörten drei ehemalige madagassische Präsidenten zu den aussichtsreichsten Kandidaten, da sie über die entsprechenden monetären Mittel und eine intakte Anhängerschaft verfügen. Dies waren Andry Rajoelina, der Anführer der sogenannten „Orangenen Revolution in Madagaskar“ ab 2009, unterstützt durch die Partei MAPAR („Miaraka amin’i prezida Andry Rajoelina“, dt. „Mit Präsident Andry Rajoelina“), Marc Ravalomanana, der bis zum Staatsstreich 2009 Staatsoberhaupt war, unterstützt durch die Partei TIM („Tiako I Madagasikara“, dt. „Ich liebe Madagaskar“) sowie der kurz vor der Wahl aus verfassungsrechtlichen Gründen zurückgetretene Hery Rajaonarimampianina, unterstützt durch die Partei HVM („Hery Vaovao ho an'i Madagasikara“, dt. „Neue Kräfte Madagaskars“). Wesentliche ideologische oder programmatische Unterschiede waren jedoch laut der Friedrich-Ebert-Stiftung bei den aussichtsreichsten Spitzenkandidaten nicht erkennbar. Rajoelina und Rajaonarimampianina gaben sogar ihren Programmplänen die gleichen Namen: „Aufstieg“ (frz.: émergence). Der einzige Unterscheidungsfaktor der drei Kandidaten war nach Ansicht von Kommentatoren die Persönlichkeit. Laut Le Monde werden Ravalomanana und Rajoelina dem Personenkreis der Vermögendsten in Madagaskar zugerechnet. Alle drei Altpräsidenten kontrollieren direkt oder indirekt Medienunternehmen und hatten somit Wettbewerbsvorteile für Wahlkampfspots und TV-Shows.

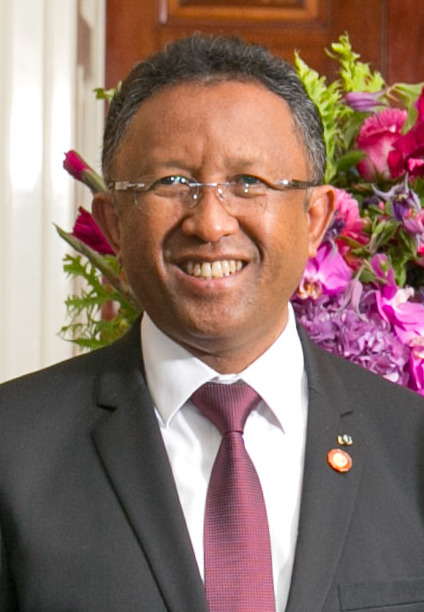
Kandidat Nr. 12, Hery Rajaonarimampianina, Präsident 2014–2018
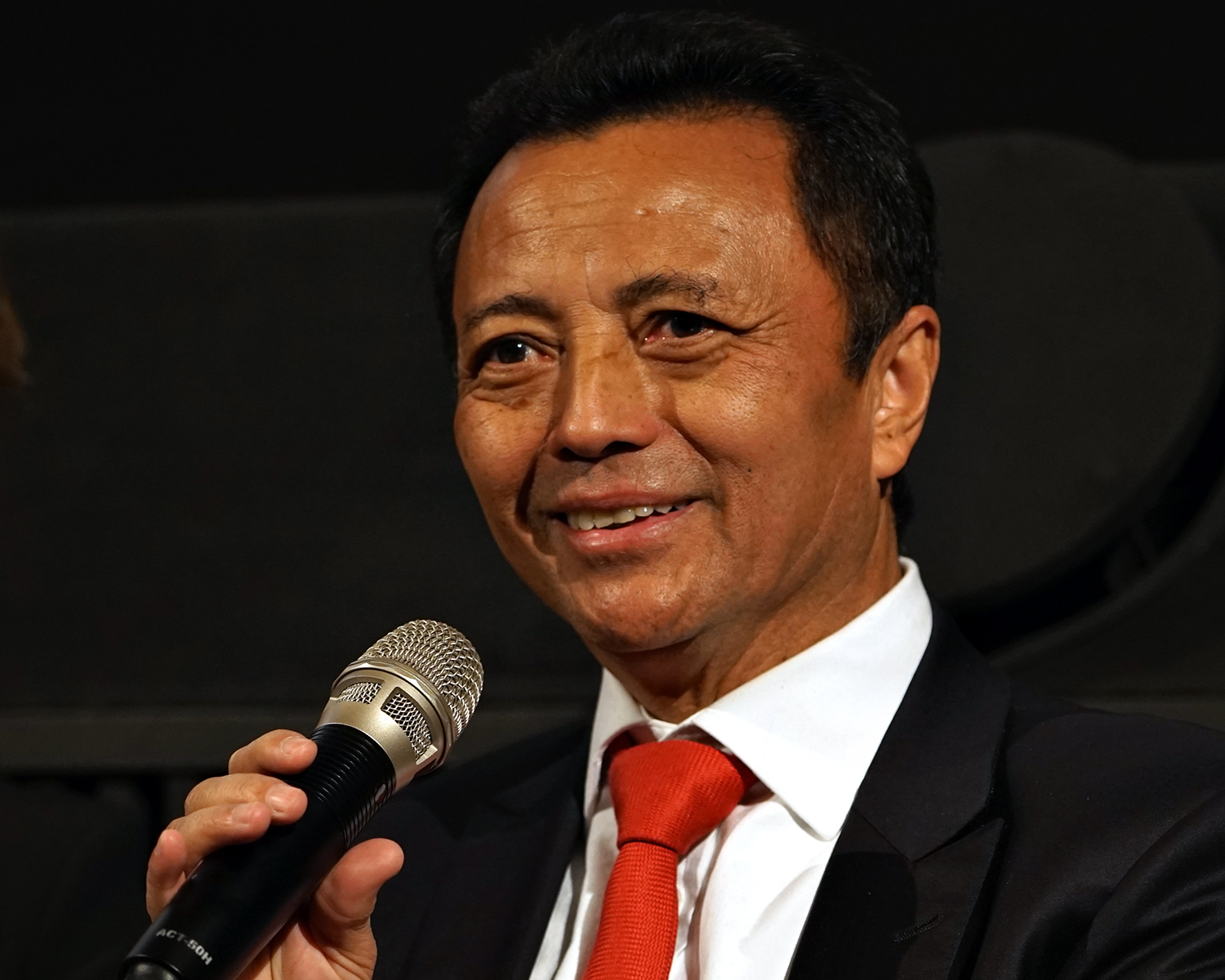
Kandidat Nr. 25, Marc Ravalomanana, Präsident 2002–2009
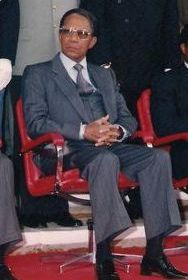
Kandidat Nr. 21, Didier Ratsiraka, Präsident 1975–1993 und 1997–2002

Weitere Kandidaten mit vormals hohen Ämtern waren die ehemaligen Premierminister von Madagaskar Omer Beriziky (2015–2016) und Jean Ravelonarivo (2011–2014), sowie der ehemalige Minister für Wirtschaft, Finanzen und Haushalt (2002–2007) und Minister für Bildung und Wissenschaft (2007–2008), Radavidson Andriamparany und Roland Ratsiraka, ehemaliger Minister für Infrastruktur (2014–2016) und Minister für Tourismus (2016–2018), Neffe von Didier Ratsiraka. Ebenfalls ein Kandidat mit hohem Bekanntheitsgrad war der gelernte Soziologe, ehemalige Abgeordnete und erfolgreiche Frontmann der Gruppe Mahaleo, Zafimahaleo Rasolofondraosolo, genannt Dama.

### Wahlkampffinanzierungen
Die größte Zeitung des Landes, Midi Madagasikara, kritisierte am 10. Oktober 2018 die Anmietung von elf Hubschraubern aus Südafrika, deren Kosten für madagassische Verhältnisse sich auf ein Vermögen belaufen. Mindestens drei oder vier der 36 Kandidierenden, die als Favoriten gelten, konnten die Hubschrauber in der heißen Wahlkampfphase für ihre Wahlkampfauftritte in verschiedenen Teilen des Landes nutzen. Auch wurde hinterfragt, woher die Wahlkampfmittel der Kandidaten stammen. So erfuhr der Durchschnittsbürger in Ermangelung spezifischer Rechtsvorschriften in diesem Bereich nicht, wer die einzelnen Kandidaten finanzierte und welche Gegenleistung dem „Geber“ vor Ort oder im Ausland erbracht wurde, wenn ihr Kandidat Präsident der Republik Madagaskar würde.
Der madagassische Zweig von Transparency International ging davon aus, dass der Wahlkampf vor dem Hintergrund der Geldwäsche stattfand. Aus diesem Grund startete die Organisation eine Initiative der Aufklärung und verteilte Fragebögen an alle 36 Kandidaten mit der Bitte, diese bis zum 31. Oktober zu beantworten, darunter direkte Fragen zum Budget des Kandidaten: „Wie viel haben Sie persönlich in diese Vorkampagne / Kampagne investiert?“, „Haben andere Menschen neben Ihnen selbst Ihre Vorkampagne / Kampagne finanziert?“ Oder „wie hoch ist das Gesamtbudget für Ihre Kampagne?“ Diese Initiative wollte damit den Bürgern helfen, ihre Wahl bei diesen Präsidentschaftswahlen besser zu treffen und versprach, die Antworten der Kandidaten nach und nach zu veröffentlichen. Auch werde es die Aufgabe des politischen Finanzkontrollkomitees erleichtern, einer staatlichen Stelle, die für die Prüfung und Finanzierung von Kandidaten für diese Präsidentschaftswahl zuständig ist, so ein Sprecher von Transparency International.

## Ausgangslage
Im April 2018 kam es in der Hauptstadt Antananarivo im Rahmen von Demonstrationen der außerparlamentarischen Partei TGV („Tanora malaGasy Vonona“, dt.: „Junge entschlossene Madagassen“) von Rajoelina, und den Oppositionsparteien MAPAR und TIM („Tiako I Madagasikara“, dt.: „Ich liebe Madagaskar“), letztere unterstützt Ravalomanana, zu Ausschreitungen, bei denen mindestens zwei Menschen ums Leben kamen. Die damit ausgelöste Vorwahlkrise wurde erst durch das Einschreiten des Hohen Verfassungsgerichts beendet, welches den Staatspräsidenten Rajaonarimampianina (Partei: HVM, „Hery Vaovao ho an’ny Madagasikara“, dt.: „Neue Stärke für Madagaskar“) zum Rücktritt zwang und seit dem 8. Juni 2018 eine vorläufige „Regierung der nationalen Einheit“ unter dem Premierminister Christian Ntsay (parteilos) eingesetzt wurde. Ntsay war zuvor ein ranghoher UN-Vertreter Madagaskars.
Hintergrund der Vorwahlkrise war der Versuch der bisherigen Regierung, durch die Wahlgesetzgebung die beiden aussichtsreichsten Bewerber Andry Rajoelina und Marc Ravalomanana an einem Wahlantritt zu hindern.

### Wahlumfragen
Erstmals wurde in Madagaskar im September 2018 eine professionelle Wahlumfrage erhoben. Diese wurde im Auftrag der Friedrich-Ebert-Stiftung von dem Meinungsforschungsinstitut ATW ausgeführt und sollte von dem in Antananarivo ansässigen Nachrichtenmagazin Politika veröffentlicht werden. Eine Publikation der Ergebnisse wurde jedoch sechs Wochen vor der Präsidentschaftswahl von der madagassischen Regierung untersagt mit der Begründung, sie würde eine Bedrohung der „öffentlichen Ordnung“ darstellen. Auch der Präsident der Wahlkommission, Hery Rakotomanana, brachte seine Besorgnis über Meinungsumfragen zum Ausdruck und erklärte, dass sie wegen des unterschiedlichen Bildungsniveaus und politischen Bewusstseins der Wähler schwierig seien. Laut der französischen Zeitschrift Jeune Afrique soll Rajoelina bei der Umfrage mit 25 % vor seinen Konkurrenten Marc Ravalomanana (17 %) und Hery Rajaonarimampianina (4 %) gelegen haben. Diese Angaben sind jedoch nicht bestätigt.

## Ergebnis
Am 17. November 2018 um 18 Uhr wurde das vorläufige amtliche Wahlergebnis bekanntgegeben. Da keiner der 36 Kandidaten mindestens 50 % der Stimmen gewann, kam es zwischen den beiden Erstplatzierten – Andry Rajoelina und Marc Ravalomanana – zur Stichwahl am 19. Dezember 2018.
Das amtliche Endergebnis des ersten Wahldurchgangs wurde am 28. November 2018 bekanntgegeben, wobei es zu Abweichungen im Bereich der Stellen hinter dem Komma kam. Dies änderte jedoch nichts an der Bestimmung der beiden Kandidaten für die zweite Runde. Letztendlich lag die Differenz zwischen Rajoelina und Ravalomanana bei 193.186 Wählerstimmen.
Die Stichwahl zwischen den beiden Erstplatzierten des ersten Wahldurchgangs – Andry Rajoelina (beim Erstdurchgang 39,23 %) und Marc Ravalomanana (35,35 %) wurde am 19. Dezember 2018 durchgeführt. Andry Rajoelina gewann diese bei einer Wahlbeteiligung von knapp über 48 %.
| Kandidaten                                                 | Parteien | 1. Wahlgang | 1. Wahlgang | 2. Wahlgang | 2. Wahlgang |
| Kandidaten                                                 | Parteien | Stimmen     | %           | Stimmen     | %           |
| ---------------------------------------------------------- | --- | ----------- | ----------- | ----------- | ----------- |
| Andry Rajoelina                                            | Miaraka amin’i prezida Andry Rajoelina/Tanora Malagasy Vonona (MAPAR/TGV) Mit Präsident Andry Rajoelina/Junge entschlossene Madagassen | 1.954.023   | 39,2        | 2.586.938   | 55,7        |
| Marc Ravalomanana                                          | Tiako I Madagasikara (TIM) Ich liebe Madagaskar                                                                                        | 1.760.837   | 35,4        | 2.060.847   | 44,3        |
| Hery Rajaonarimampianina                                   | Hery Vaovao ho an’ny Madagasikara (HVM) Neue Kräfte für Madagaskar                                                                     | 439.070     | 8,8         |             |             |
| André Mailhol                                              | Gideonafandresena fahantrana eto Madagasikara (GFFM)                                                                                   | 63.391      | 1,3         |             |             |
| Joseph Randriamampionona                                   | Refondation totale de Madagascar (RTM)                                                                                                 | 57.903      | 1,2         |             |             |
| Ny Rado Rafalimanana                                       | Front des Organisations Malagasy pour la Bienveillance de l’Avenir (FOMBA)                                                             | 57.476      | 1,2         |             |             |
| Andrianiaina Paul Rabary                                   | MIASA | 48.980      | 1,0         |             |             |
| Randriamanantsoa Tabera                                    | KINTANA | 48.705      | 1,0         |             |             |
| Haingo Andrianjakamalala Rasolofonjoa                      | Avotra ho an’ny firenena | 47.932      | 1,0         |             |             |
| Mamy Richard Radilofe                                      | Roso ho amin’ny Demokrasia Sosialy | 42.748      | 0,9         |             |             |
| Eliana Bezaza                                              | Parti social-démocrate malgache (PSD)                                                                                                  | 40.882      | 0,8         |             |             |
| Jean Ravelonarivo                                          | Antokom-BAhoaka (ABA) | 29.224      | 0,6         |             |             |
| Lalaoarisoa Marcellin Andriantseheno                       | Tafajiaby | 28.252      | 0,6         |             |             |
| José Michel Andrianoelison                                 | ARO-RIAKA | 26.572      | 0,5         |             |             |
| Richard Razafy Rakotofiringa                               | Solidarité des Jeunes Intellectuels pour l’Avenir de Madagascar (SJIAM)                                                                | 26.534      | 0,5         |             |             |
| Andriamparany Benjamin Radavidson                          | Fahalalahana sy ny Fampandrosoana (FFF)                                                                                                | 25.420      | 0,5         |             |             |
| Saraha Rabeharisoa                                         | Parti Liberal Démocrate (PLD) | 23.685      | 0,5         |             |             |
| Olivier Mahafaly Solonandrasana                            | PARRAINAGE | 23.437      | 0,5         |             |             |
| Didier Ratsiraka                                           | Andry sy Rihana Enti-Manavotra an’i Madagasikara (AREMA) Vereinigung für die Wiedergeburt Madagaskars                                  | 22.222      | 0,4         |             |             |
| Roland Ratsiraka                                           | Malagasy Tonga Saina (MTS) | 21.377      | 0,4         |             |             |
| Serge Jovial Imbeh                                         | Antoky ny Fivoaran’ny Malagasy | 18.962      | 0,4         |             |             |
| Zafimahaleo Dit Dama Mahaleo Rasolofondraosolo             | Manajary Vahoaka | 16.367      | 0,3         |             |             |
| Omer Beriziky                                              | Antsika Madagasikara | 15.352      | 0,3         |             |             |
| Jean Jacques Ratsietison                                   | Manajary Vahoaka | 15.281      | 0,3         |             |             |
| Erick Francis Rajaonary                                    | Malagasy Miray sy Mifankatia | 14.758      | 0,3         |             |             |
| Rivomanantsoa Orlando Robimanana                           | Madagsikara Vina sy Fanantenana | 14.561      | 0,3         |             |             |
| Fanirisoa Ernaivo                                          | ZAMA–PATRAM | 14.117      | 0,3         |             |             |
| Arlette Ramaroson                                          | PARRAINAGE | 12.645      | 0,3         |             |             |
| Falimampionona Rasolonjatovo                               | FITAMBOLAGNELA/IAD | 12.276      | 0,2         |             |             |
| Jean Max Rakotomamomjy                                     | LEADER-Fanilo | 11.377      | 0,2         |             |             |
| Rolland Jules Etienne                                      | Madagasikara Fivoarana (MAFI) | 10.756      | 0,2         |             |             |
| Bruno Rabarihoela                                          | Fahazavan’i Madagasikara (FAIMA) | 9.981       | 0,2         |             |             |
| Roseline Emma Rasolovoahangy                               | Ezaka Mampandroso Antsika (EMA) | 8.578       | 0,2         |             |             |
| Jean Louis Zafivao                                         | Gasy Mifankatia | 6.162       | 0,1         |             |             |
| Stephan Narison                                            | Antoko Gasy Miara Mandroso (AGMM) | 5.675       | 0,1         |             |             |
| Solo Norbert Randriamorasata                               | Union démocratique des chrétiens de Madagascar (UDECMA-KMTP)                                                                           | 5.086       | 0,1         |             |             |
| Gesamt                                                     | Gesamt | 4.980.604   | 100         | 4.647.785   | 100         |
|                                                            | |             |             |             |             |
| Ungültige Stimmen                                          | Ungültige Stimmen | 386.946     | 7,2         | 119.557     | 2,5         |
| Wähler                                                     | Wähler | 5.367.550   | 54,0        | 4.767.342   | 48,1        |
| Wahlberechtigte                                            | Wahlberechtigte | 9.949.083   |             | 9.913.599   |             |
|                                                            | |             |             |             |             |
| Quellen: Cour constitutionnelle, 1. Wahlgang – 2. Wahlgang | |             |             |             |             |